# Life Is Strange: True Colors
Life Is Strange: True Colors је авантуристичка игра коју је развио Deck Nine, а објавио Square Enix. Објављена је 10. септембра 2021. за PlayStation 4, PlayStation 5, Windows, Xbox One, Xbox Series X/S и Stadia; верзија за Nintendo Switch објављена је 7. децембра 2021. године. Радња се фокусира на Алекс Чен, девојку која може да доживи емоције других, док покушава да реши мистерију која стоји иза трагедије која се догодила у њеном животу.
Ово је трећи главни део серије Life Is Strange, који наследи Life Is Strange 2. За разлику од претходних делова у серијалу, објављена је у целини, а и даље је структурирана у поглавља. Добила је генерално повољне критике. Критичари су хвалили ликове игре, писање, теме приче, гласовну глуму и анимације лица, али су негативно реаговали на њен темпо, понављајућа окружења и недостатак утицајних избора.

## Гејмплеј
Life Is Strange: True Colors је графичка авантура која се игра из трећег лица. Играч контролише протагонисту, Алекс Чен, како би истраживао разне локације у измишљеном окружењу Хејвен Спрингса и комуницирао са ликовима путем система разговора заснованог на дијалошким стаблима. Алекс има моћи емпатије које јој омогућавају да чита и манипулише емоцијама, које доживљава као шарене ауре, како би физички видела како се други осећају око ње, по цену да буде „заражена“ њиховим емоцијама. Неки од ликова који нису играчи имаће интензивније ауре које указују на трауму или тешкоће кроз које можда пролазе. Када Алекс интерагује са њима, то ствара „нову“ која изгледа трансформише свет око Алекс како би одражавала елементе ове трауме, дајући играчу прилику да схвати шта је изазвало њихове емоције и да одлучи како да води Алекс у помагању да се тај одређени лик утеши.